# سوآکیبانی
سوآکیبانی (به لاتین: Soakibany) یک منطقهٔ مسکونی در ماداگاسکار است که در آتسیمو-آتسینانانا واقع شده‌است. سوآکیبانی ۵۰۳ متر بالاتر از سطح دریا واقع شده‌است.